# Ferdinand de Saussure
Ferdinand de Saussure (Ženeva, 22. studenog 1857. – Vufflens-le-Château kraj Morgesa, 22. veljače 1913.) švicarski je jezikoslovac koji je svojim postavkama utemeljio modernu lingvistiku (jezikoslovlje) i dao temelje europskom strukturalizmu, lingvističkom pravcu koji se razvio dvadesetih i tridesetih godina 20. stoljeća.

## Životopis
Rodio se u Ženevi gdje je i odrastao. Smatran je talentiranim i inteligentnim mladićem. Učio je latinski, grčki i sanskrt te razne druge kolegije na ženevskom sveučilištu, a diplomirao je na leipziškom sveučilištu 1876. Dvije godine poslije u Berlinu je u 22. godini napisao svoje jedino cjelovito djelo Mémoire sur le système primitif des voyelles dans les langues indo-européenes (Teza o primitivnom vokalnom sustavu u indoeuropskim jezicima) kojom je postavio temelje teoriji laringala.
Vratio se u Leipzig i nagrađen je 1880. za svoj doktorat. Nedugo potom preselio se u Pariz gdje je predavao gotski i starovisokonjemački. 1891. vratio se u Ženevu, a na sveučilištu je predavao sanskrt i indoeuropeistiku ostatak svog života. Od 1906. počinje predavati tečaj opće lingvistike i povijest uspoređivanja indoeuropskih jezika sve do svoje smrti 1913.
1914. jedan ženevski učenik i prijatelj piše da je živio poput usamljenika, da se udaljavao od ljudi i šutio u znanosti. Za života je imao malo prijatelja, a to bjehu jezikoslovci Michel Bréal, Gaston Paris i Wilhelm Streitberg.
Njegovi su izravni učenici Antoine Meillet i Mikołaj Kruszewski, od kojih je prvi osnovao sociolingvističku školu u okviru francuske lingvistike 20. stoljeća, a drugi je priopćio što je čuo kod de Saussurea prvaku Kazanjske škole, de Courtenayu.

## Tečaj opće lingvistike
Zanimljivo je da on nije napisao knjigu koja ga je proslavila, a vjerojatno je uopće i nije namjeravao objaviti. Knjigu Cours de linguistique générale (Tečaj opće lingvistike) objavili su nakon njegove smrti studenti koristeći se bilješkama s njegovih predavanja. Bili su to Charles Bally i Albert Sechehaye. Tečaj se temelji na trima ciklusima bilježaka iz razdoblja predavanja u Ženevi od 1877. do 1906. Nakon Saussureove smrti, Bally i Sechehaye htjeli su objaviti njegova predavanja, ali su ustvrdili da nije pisao nikakve osobne pripreme, stoga su prikupili bilješke devetorice studenata, koje su bile neujednačene i nepotpune. Najdetaljnije su bile Degallierove i Riedlingerove bilješke, ali promaknule su im Constantinove koje je objavio Robert Godel 1957. godine.
U tom djelu postoji pet temeljnih dihotomija ili dijada:
- jezična djelatnost (langage): jezik (langue) - govor (parole)
- jezični znak: označitelj (signifié) - označenik (signifiant)
- pristup: interna lingvistika - eksterna lingvistika
- perspektiva: sinkronija - dijakronija
- odnosi: sintagmatski odnosi - asocijativni odnosi

Njima je De Saussure pridao i šestu dihotomiju: forma - supstancija.
Saussure je odredio predmet lingvistike i rekao da je to jezik, objašnjavajući pritom različitost jezika i govora. Po njemu predmet neke znanosti mora biti sustav, a jezik to jest. Cilj je opće lingvistike, kako ga de Saussure vidi, prvo odvojiti lingvistiku u užem smislu riječi od gramatike, filologije i poredbeno-povijesnog jezikoslovlja, tj. strogo definirati područje njezina djelovanja. Zatim, dati konačan i iscrpan popis i propis svih jezika do kojih može doći i na koncu njezin predmet u svim jezicima bez razlike ima biti samo ono što je svima njima zajedničko.
Jezici se proučavaju kao strukture, bitan skup odnosa među elementima zatvorena sustava čije su jedinice jezični znakovi koji su voljni i stečeni proizvod mase govornika. Istodobno se jezik i govor oponiraju, jedan teži k stabilnosti, a drugi k dinamici; onkraj ovog odnosa nastaje jezična kreativnost, u vidu humboldtovske teze da je jezik djelovanje (grč. enérgeia), a ne dovršen čin (grč. érgon). Konačno, u jeziku, kako kaže de Saussure, postoje smo razlike. Vrijednost koja nastaje na granici označenika i označitelja podložna je samo diferencijalnosti, a u svojoj je prirodi arbitrarna te ovisi o vremenskoj i prostornoj linearnosti označitelja, čije su najmanje jedinice pak bez toga načela pa su samim tim sastavljene od distinktivnih obilježja koja se međusobno supraponiraju i koja je de Saussure, na sebi osobit način, anticipirao u kasnijem djelu Praške lingvističke škole. Upravo je pogled na jezik kao sustav, strukturu, ono što je kasnije razvilo strukturalizam. Po tom pravcu, zadaća jezikoslovaca jest proučavanje jezika kao sustava.

## Poveznice
- De Saussureovi tekstovi  Arhivirana inačica izvorne stranice od 25. siječnja 2010. (Wayback Machine) (engl.)